# Cup of China de 2010
Cup of China de 2010 foi a oitava edição da Cup of China, um evento anual de patinação artística no gelo organizado pela Associação Chinesa de Patinação (em inglês:  Chinese Skating Association), e que fez parte do Grand Prix de 2010–11. A competição foi disputada entre os dias 5 de novembro e 7 de novembro, na cidade de Pequim, China.

## Eventos
- Individual masculino
- Individual feminino
- Duplas
- Dança no gelo

## Medalhistas
| Evento                        | Ouro                                        | Prata                                        | Bronze                                              |
| Individual masculino detalhes | Takahiko Kozuka · Japão                     | Brandon Mroz · Estados Unidos                | Tomáš Verner · República Tcheca                     |
| Individual feminino detalhes  | Miki Ando · Japão                           | Akiko Suzuki · Japão                         | Alena Leonova · Rússia                              |
| Duplas detalhes               | Pang Qing · Tong Jian · China               | Sui Wenjing · Han Cong · China               | Caitlin Yankowskas · John Coughlin · Estados Unidos |
| Dança no gelo detalhes        | Nathalie Péchalat · Fabian Bourzat · França | Ekaterina Bobrova · Dmitri Soloviev · Rússia | Federica Faiella · Massimo Scali · Itália           |

## Resultados

### Individual masculino
| Pos.              | Nome            | Nacionalidade    | Pontos | PC         | PL          |
| ----------------- | --------------- | ---------------- | ------ | ---------- | ----------- |
| Medalha de ouro   | Takahiko Kozuka | Japão            | 233.51 | 77.40 (1)  | 156.11 (1)  |
| Medalha de prata  | Brandon Mroz    | Estados Unidos   | 216.80 | 69.84 (4)  | 146.96 (2)  |
| Medalha de bronze | Tomáš Verner    | República Tcheca | 214.81 | 70.31 (3)  | 144.50 (3)  |
| 4                 | Brian Joubert   | França           | 210.29 | 74.80 (2)  | 135.49 (5)  |
| 5                 | Tatsuki Machida | Japão            | 200.95 | 66.78 (7)  | 134.17 (6)  |
| 6                 | Samuel Contesti | Itália           | 198.84 | 60.60 (9)  | 138.24 (4)  |
| 7                 | Ross Miner      | Estados Unidos   | 197.13 | 67.10 (6)  | 130.03 (8)  |
| 8                 | Guan Jinlin     | China            | 196.92 | 64.95 (8)  | 131.97 (7)  |
| 9                 | Peter Liebers   | Alemanha         | 175.94 | 59.78 (10) | 116.16 (9)  |
| 10                | Wu Jialiang     | China            | 172.56 | 57.76 (11) | 114.80 (10) |
| 11                | Chen Peitong    | China            | 150.69 | 54.85 (12) | 95.84 (11)  |
| 12                | Sergei Voronov  | Rússia           | 68.70  | 68.70 (5)  | — (WD)      |

### Individual feminino
| Pos.              | Nome               | Nacionalidade  | Pontos | PC         | PL         |
| ----------------- | ------------------ | -------------- | ------ | ---------- | ---------- |
| Medalha de ouro   | Miki Ando          | Japão          | 172.21 | 56.11 (3)  | 116.10 (1) |
| Medalha de prata  | Akiko Suzuki       | Japão          | 162.86 | 57.97 (2)  | 104.89 (2) |
| Medalha de bronze | Alena Leonova      | Rússia         | 148.61 | 50.79 (5)  | 97.82 (3)  |
| 4                 | Mirai Nagasu       | Estados Unidos | 146.23 | 58.76 (1)  | 87.47 (5)  |
| 5                 | Geng Bingwa        | China          | 142.48 | 51.09 (4)  | 91.39 (4)  |
| 6                 | Amanda Dobbs       | Estados Unidos | 132.45 | 46.73 (7)  | 85.72 (6)  |
| 7                 | Joshi Helgesson    | Suécia         | 131.40 | 48.83 (6)  | 82.57 (7)  |
| 8                 | Kristine Musademba | Estados Unidos | 119.45 | 40.80 (8)  | 78.65 (8)  |
| 9                 | Kwak Min-Jung      | Coreia do Sul  | 113.98 | 38.83 (9)  | 75.15 (9)  |
| 10                | Diane Szmiett      | Canadá         | 95.43  | 38.17 (10) | 57.26 (10) |
| 11                | Zhu Qiuying        | China          | 35.61  | 35.61 (11) | — (WD)     |

### Duplas
| Pos.              | Nome                                    | Nacionalidade  | Pontos | PC        | PL         |
| ----------------- | --------------------------------------- | -------------- | ------ | --------- | ---------- |
| Medalha de ouro   | Pang Qing / Tong Jian                   | China          | 177.50 | 60.62 (1) | 116.88 (1) |
| Medalha de prata  | Sui Wenjing / Han Cong                  | China          | 171.47 | 59.58 (2) | 111.89 (2) |
| Medalha de bronze | Caitlin Yankowskas / John Coughlin      | Estados Unidos | 166.72 | 57.86 (3) | 108.86 (3) |
| 4                 | Lubov Iliushechkina / Nodari Maisuradze | Rússia         | 162.09 | 55.85 (4) | 106.24 (4) |
| 5                 | Amanda Evora / Mark Ladwig              | Estados Unidos | 151.66 | 51.46 (5) | 100.20 (5) |
| 6                 | Nicole Della Monica / Yannick Kocon     | Itália         | 145.21 | 49.81 (6) | 95.40 (6)  |
| 7                 | Dong Huibo / Wu Yiming                  | China          | 123.93 | 46.05 (7) | 77.88 (7)  |
| 8                 | Kaleigh Hole / Adam Johnson             | Canadá         | 115.15 | 43.02 (8) | 72.13 (8)  |

### Dança no gelo
| Pos.              | Nome                                | Nacionalidade  | Pontos | DC         | DL         |
| ----------------- | ----------------------------------- | -------------- | ------ | ---------- | ---------- |
| Medalha de ouro   | Nathalie Péchalat / Fabian Bourzat  | França         | 159.59 | 64.12 (1)  | 95.47 (1)  |
| Medalha de prata  | Ekaterina Bobrova / Dmitri Soloviev | Rússia         | 145.39 | 55.85 (3)  | 89.54 (2)  |
| Medalha de bronze | Federica Faiella / Massimo Scali    | Itália         | 139.52 | 57.21 (2)  | 82.31 (3)  |
| 4                 | Nóra Hoffmann / Maxim Zavozin       | Hungria        | 130.82 | 52.69 (4)  | 78.13 (4)  |
| 5                 | Huang Xintong / Zheng Xun           | China          | 124.60 | 49.70 (5)  | 74.90 (6)  |
| 6                 | Madison Hubbell / Keiffer Hubbell   | Estados Unidos | 120.95 | 44.47 (8)  | 76.48 (5)  |
| 7                 | Kharis Ralph / Asher Hill           | Canadá         | 119.51 | 48.10 (6)  | 71.41 (7)  |
| 8                 | Yu Xiaoyang / Wang Chen             | China          | 114.46 | 45.33 (7)  | 69.13 (8)  |
| 9                 | Guan Xueting / Wang Meng            | China          | 105.91 | 40.19 (9)  | 65.72 (9)  |
| 10                | Isabella Cannuscio / Ian Lorello    | Estados Unidos | 101.83 | 38.34 (10) | 63.49 (10) |

## Quadro de medalhas
| Ordem | País             | Medalha de ouro | Medalha de prata | Medalha de bronze |    | Ordem por total |
| ----- | ---------------- | --------------- | ---------------- | ----------------- | -- | --------------- |
| 1     | Japão            | 2               | 1                |                   | 3  | 1               |
| 2     | China            | 1               | 1                |                   | 2  | 2               |
| 3     | França           | 1               |                  |                   | 1  | 5               |
| 4     | Estados Unidos   |                 | 1                | 1                 | 2  | 2               |
| 4     | Rússia           |                 | 1                | 1                 | 2  | 2               |
| 6     | Itália           |                 |                  | 1                 | 1  | 5               |
| 6     | República Tcheca |                 |                  | 1                 | 1  | 5               |
| TOTAL | TOTAL            | 4               | 4                | 4                 | 12 | —               |